# Francesco Carraro
Francesco Carraro (Padova, 7 febbraio 1970) è uno scrittore e giornalista italiano.

## Biografia
Laureato in Giurisprudenza e in Scienze della Formazione, è titolare di uno studio legale, è iscritto all'elenco dei giornalisti pubblicisti. Scrive per la testata digitale di economia e politica Scenarieconomici.it e cura un proprio blog su Ilfattoquotidiano.it. Collabora, inoltre, con il quotidiano La Verità, diretto da Maurizio Belpietro. 
È opinionista nel programma televisivo Notizie Oggi in onda sull'emittente nazionale Canale Italia, cura la rubrica settimanale Zona Rossa sulla web tv Il Vaso di Pandora e collabora con il sito ByoBlu, specializzato nella diffusione di fake news, notizie a sostegno delle teorie complottiste e nella disinformazione.
Per il canale televisivo ByoBlu TV Carraro conduce la trasmissione di interviste monografiche Sotto l'Iceberg.
Nell'ambito della saggistica ha pubblicato, con Franco Angeli editore, il libro Gestire il proprio tempo – Imparare a pianificare la propria agenda e vivere meglio (2011), I nove semi del cambiamento – Trasforma la tua vita con il pensiero (2012) e Convincere per vincere – strategie e tecniche di comunicazione persuasiva (2012).
Nel 2015 è uscito il libro-intervista, scritto con il giornalista Vito Monaco, Krisiko – sei un  giocatore o una pedina? La via d'uscita nel grande gioco della crisi, con prefazione di Magdi Cristiano Allam, edito dalla casa editrice Il Torchio.
Nel 2017 ha dato alle stampe il libro Post scriptum – Tutta la verità sulla post verità, con prefazione di Diego Fusaro e introduzione di Pierpaolo Maurizio, sempre edito da Il Torchio.
Nel settembre 2018 ha pubblicato insieme a Massimo Quezel, per Chiarelettere Editore, il libro Salute S.p.A. – La sanità svenduta alle assicurazioni, inchiesta sulla deriva privatistica del sistema sanitario pubblico e sul declino del diritto alla salute.
Nel settembre 2020 ha pubblicato il primo libro della casa editrice ByoBlu, dal titolo Manuale di autodifesa per sovranisti – con prologo per non sovranisti, al quale sono seguiti, per il medesimo editore, Le nostre Prigioni. Diario della galera pandemico vaccinale (2020) ed Elogio del complottista (2024).
Ha esordito nella narrativa nel 2011 con la raccolta di racconti mistery Il bacio della cattiva notte. Nel 2012 ha pubblicato la raccolta di racconti brevi Giorni minuti. Nel 2012 ha scritto il romanzo mistery a puntate dal titolo Il diario dell'apocalisse – cronache della fine edito  da Aracne Editrice. Nel mese di novembre 2014 ha dato alle stampe, con Parallelo45 editore, il romanzo Il messaggero. Nel 2016 ha pubblicato il secondo romanzo mistery La tela di Maya. L'ultimo romanzo, pubblicato indipendentemente, è Il Demiurgo (2022).

## Pubblicazioni

### Saggistica
- Gestire il proprio tempo. Imparare a pianificare la propria agenda e vivere meglio, FrancoAngeli (2011)
- I nove semi del cambiamento. Trasforma la tua vita con il pensiero, FrancoAngeli (2011)
- Convincere per vincere. Strategie e tecniche di comunicazione persuasiva, FrancoAngeli (2012)
- Krisiko, Il Torchio (2015)
- Post scriptum. Tutta la verità sulla post verità, Il Torchio (2017)
- Il risarcimento del danno nell'infortunistica stradale, Maggioli Editore (2017)
- Salute S.p.A. – la sanità svenduta alle assicurazioni, Chiarelettere (2018)
- Manuale di autodifesa per sovranisti, ByoBlu Edizioni (2020)
- Le nostre prigioni. Diario dalla galera pandemico vaccinale, ByoBlu Edizioni (2022)
- Elogio del complottista, ByoBlu Edizioni (2024)

### Narrativa
- Il bacio della cattiva notte. Racconti mistery, Aracne Editrice (2011)
- Giorni minuti. Racconti brevi, Aracne Editrice (2012)
- Il diario dell'apocalisse. Cronache della fine, Aracne Editrice (2013)
- Cosa cerchi?, Aracne Editrice (2013)
- Il messaggero, Parallelo45 (2014)
- La tela di Maya, Aracne Editrice (2016)
- Il Demiurgo, Independently published (2022)